# Eduardo Catalano
Eduardo Fernando Catalano (Buenos Aires, 19 de dezembro de 1917) é um importante arquiteto argentino.
Estudou nos Estados Unidos nas universidades da Pensilvânia e Harvard. Depois deu aulas na Architectural Association de Londres, na School of Design da Universidade da Carolina do Norte e no MIT. Seu trabalho foi elogiado por Frank Lloyd Wright. Realizou construções na Argentina, África do Sul e Estados Unidos. Sua obra mais conhecida é a Raleigh House, onde usou um teto em curva parabólica. Também realizou pesquisas com materiais como o alumínio e o concreto. Entre seus trabalhos publicados estão Structures of Warped Surface e Structure and Geometry.